# Pedro (namn)
Pedro är ett mansnamn. 

## Personer med namnet
- Pedro Rodríguez de Campomanes (1723-1802), spansk greve och statsman.
- Pedro Rodríguez de la Vega (1940-1971), mexikansk racerförare.
- Pedro Rodríguez Ledesma (1987-), spansk fotbollsspelare som spelar i FC Barcelona.
- Pedro (fotbollsspelare född 1997), brasiliansk fotbollsspelare